# Maria de La Tour de Auvérnia
Maria de La Tour de Auvérnia (em francês:  Marie; Turenne, 17 de janeiro de 1601 – Thouars, 24 de maio de 1665) foi uma nobre francesa. Ela foi duquesa de Thouars, de  La Trémoille, além de princesa de Talmon e Tarento como esposa de Henrique III de La Trémoille. Foi responsável pela renovação do Castelo de Thouars, e era conhecida na sua época como uma figura proeminente defensora do Protestantismo

## Família
Maria foi a segunda filha e criança nascida de Henrique de La Tour de Auvérnia, Duque de Bulhão, e de sua esposa, Isabel de Nassau.
Os seus avós paternos eram Francisco III de La Tour de Auvérnia, visconde de Turenne e Leonor de Montmorency, que era filha do famoso general Anne de Montmorency, católico, que serviu a cinco reis franceses. Já a sua bisavó paterna, Madalena de Saboia, esposa de Anne, era neta de Filipe II, Duque de Saboia, pela linhagem ilegítima.
Os seus avós maternos eram Guilherme I, Príncipe de Orange e sua terceira esposa, Carlota de Bourbon.
Ele teve sete irmãos, entre eles: Juliana Catarina, esposa de Francisco de La Rochefoucauld, conde de Roucy; Frederico Maurício, duque de Bulhão e marido de Leonor Catarina Febronis, condessa de Bergh; Henrique, visconde de Turenne e marido de Carlota de Caumont, senhora de Saveilles, etc.

## Biografia
Maria foi criada pela mãe no Principado de Sedan, onde recebeu uma rígida educação calvinista.
Em 19 de janeiro 1619, Maria se casou com o primo, Henrique de La Trémoille, 3.º duque de Thouars, filho de Cláudio de La Trémoille, 2.º duque de Thouars e de Carlota Brabantina de Nassau. A noiva tinha 18 anos, e o noivo, 20.
Poucos meses depois da sua instalação no Castelo de Thouars, Henrique permitiu que a esposa voltasse a viver com a sua família em Sedan. No entanto, a duquesa regressou a Thouars e instalou-se nos apartamentos do antigo castelo dos viscondes.

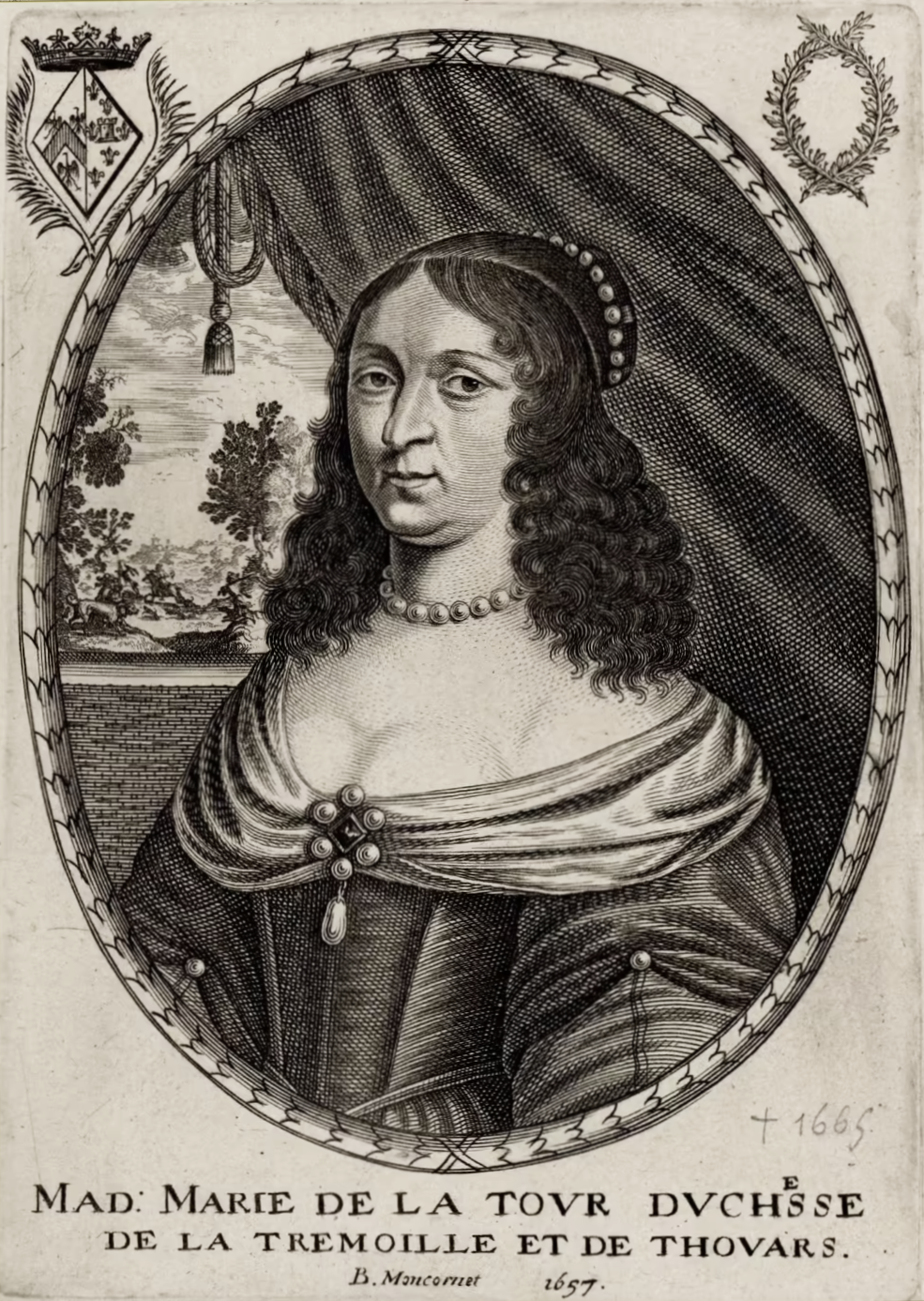
Gravura de Maria feita por Balthasar Moncornet.

Em 1626, o seu marido encarregou-a da venda das propriedades e, aparentemente, da gestão dos negócios do ducado. Durante os anos de 1625 a 1628, a duquesa pretendeu renovar o castelo medieval de Vitré e reconstruir o de Thouars, obra iniciada em 1638, segundo os planos do arquiteto Jacques Lemercier. Lemercier empreendeu, ao mesmo tempo, a construção do Castelo de Richelieu. Ele também é reconhecido por seu trabalho no Palácio do Louvre e na Capela da Sorbonne, em Paris.
Do local do castelo medieval, apenas se conserva a igreja colegiada. O restante do local foi destruído à medida que a construção avançava, sendo os materiais reaproveitados. A obra estrutural foi concluída apenas no ano de 1645. Com uma fachada com mais de 110 m de comprimento, precedida por um pátio principal rodeado por uma galeria pórtica de 70 m de cada lado, o Castelo de Thouars é um dos mais importantes da França, nesta primeira metade do século XVII. Desde 2013, o castelo também é conhecido como Maison des Illustres (Casa da Ilustre) em sua homenagem.
Apesar da conversão do marido ao catolicismo em 1628, a duquesa permaneceu fiel à religião calvinista, e assumiu o papel de protetora das comunidades huguenotes de Poitou e da Bretanha. Ao longo de sua vida, ela demonstrou uma grande força de caráter. Maria foi uma figura eminente do protestantismo em meados do século XVII, tendo sido, por isso, muitas vezes apelidada de "a papisa dos huguenotes".
A primeira dama de honra de Maria foi Leonor Desmier d'Olbreuse, futura esposa de Jorge Guilherme de Brunsvique-Luneburgo, e, portanto, avó do rei Jorge II da Grã-Bretanha. Posteriormente, concedeu esta prerrogativa à sua nora, Emília de Hesse-Cassel.
Por volta de 1662, a saúde de Maria piorou, mas ela recusou-se a converter-se, apesar da pressão da rainha mãe. Quando morreu, no dia 24 de maio de 1665, num domingo, seu corpo foi levado para a capela ducal de Thouars sem qualquer cerimônia, onde foi enterrado.

## Descendência
- Henrique Carlos de La Trémoille (17 de dezembro de 1622 – 14 de setembro de 1672), sucessor do pai, e soldado no exército do primo, Frederico Henrique, Príncipe de Orange. Foi casado com Emília de Hesse-Cassel, com quem teve cinco filhos, incluindo Carlota Amélia de La Trémoille, dama de companhia e a favorita de Carlota Amália de Hesse-Cassel, rainha consorte da Dinamarca;
- Bebê que morreu em março de 1623;
- Luís Maurício (8 de junho de 1624 – 25 de junho de 1681), abade de Saint-Sauveur de Charroux, e em Sainte-Croix de Talmont;
- Isabel (18 de julho de 162 – março de 1640);
- Maria Carlota (26 de janeiro de 1632 – 24 de agosto de 1682), esposa de Bernardo II, Duque de Saxe-Jena, com quem teve cinco filhos;
- Armando Carlos (15 de junho de 1635 – 13 de dezembro de 1643), senhor de Montfort e conde de Taillebourg.